# Пониква (Львовская область)
Пониква (укр. Пониква) — село в Бродовской городской общине Золочевского района Львовской области Украины.
Население по переписи 2001 года составляло 489 человек. Занимает площадь 1,015 км². Почтовый индекс — 80644. Телефонный код — 3266.